# Фахер, Кари
Кари Фахер (исп. Kary Fajer) (23 июня 1953, Мехико, Мексика) — мексиканская писательница и сценаристка.

## Биография
Родилась 23 июня 1953 года в Мехико. В мексиканском кинематографе дебютировала в 1987 году и с тех пор написала телевизионные версии 16 сериалов. Телесериалы Просто Мария (1989-90), Ложь во спасение, Личико ангела, Наперекор судьбе, Завтра — это навсегда, Я твоя хозяйка и Просто Мария (2015-16) оказались наиболее популярными среди зрителей многих странах мира. Была трижды номинирована на премии INTE и TVyNovelas, из которых ей дважды удалось одержать достойную победу в последней премии.

## Фильмография
1
Возлюбленный (сериал, 2017 – ...)
El bienamado
2
Просто Мария (сериал, 2015-16)
Simplemente Maria ... адаптация
3
До конца света (сериал, 2014 – 2015)
Hasta el fin del mundo
4
Настоящая любовь (сериал, 2012 – ...)
Amores verdaderos
5
Я твоя хозяйка (сериал, 2010)
Soy tu dueña
6
Завтра – это навсегда (сериал, 2008 – ...)
Mañana es para siempre
7
Чистая любовь (сериал, 2007)
Destilando amor
8
Наперекор судьбе (сериал, 2005 – ...)
Contra viento y marea ... рассказ
9
Да здравствуют дети! (сериал, 2002 – 2003)
¡Vivan los niños!
10
Личико ангела (сериал, 2000 – 2001)
Carita de ángel
11
Росалинда (сериал, 1999)
Rosalinda ... адаптация
12
Богиня любви (сериал, 1998)
Gotita de amor
13
Ничьи дети (сериал, 1997)
Los hijos de nadie ... адаптация
14
Ложь во спасение (сериал, 1996)
Bendita Mentira
15
Последняя надежда (сериал, 1993)
La última esperanza
16
Просто Мария (сериал, 1989 – 1990)
Simplemente María ... адаптация
17
Непокорная (сериал, 1987)
La indomable